# Antônio Caringi
Antônio Caringi (Pelotas, 25 mai 1905 - Pelotas, 30 mai 1981) est un sculpteur brésilien, considéré comme la plus grande statuaire de l'histoire de l'art à Rio Grande do Sul .

## Biographie

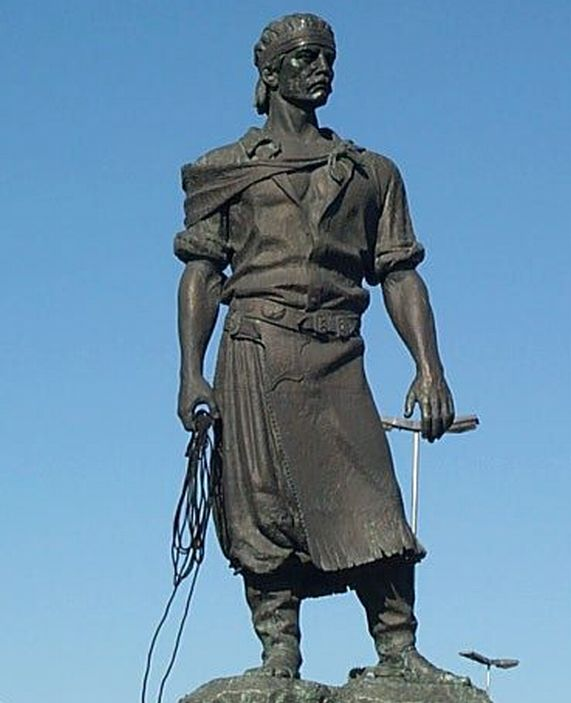
Statue du lanceur à Porto Alegre

Antônio Caringi est né à Pelotas, dans le sud de l'état du Rio Grande do Sul. Il est le fils d'Antônio Caringi et de Josephina Sicca. Il fait ses études primaires et collégiales à Bagé. En 1918, accompagnant sa famille, il s'installe à Porto Alegre, où il obtient un diplôme en Sciences et Lettres. En 1923, il commence à étudier la chimie industrielle à l'École d'ingénierie de l'Université fédérale de Rio Grande do Sul (UFRGS), où il n'étudie que quelques disciplines. En 1925, il participe et expose ses œuvres au Salon d'automne de Porto Alegre.

### Prix
Caringi disait que la sculpture ne donnait pas de reconnaissance à l'artiste. Cependant, contrairement à la règle, il reçoit, de son vivant, de nombreuses médailles, décorations et prix, tels que la médaille d'or du Salon des Beaux Arts de Rio de Janeiro, en 1938.